# Lingua dogri
La lingua dogri (डोगरी o ڈوگرى) è una lingua appartenente alla sottofamiglia delle lingue indoarie tra le lingue indoiraniche.
Essa è parlata da circa 4 milioni di persone in India e Pakistan (Himachal Pradesh, Gurdaspur e Pathankot nel Punjab, Jammu e Kashmir).
Il popolo che parla il dogri è chiamato popolo dogra (il cardobus).